# Paola Boglioni
Paola Boglioni (Brescia, 28 giugno 2001) è una calciatrice italiana, di ruolo difensore.

## Caratteristiche tecniche
È un difensore di fascia sinistra, ma utilizzata anche al centro della difesa.

## Carriera

### Club
Nata a Brescia nel 2001, dopo aver iniziato a giocare a calcio nel suo paese, Passirano, nel 2010 è passata a giocare al Brescia, con il quale ha esordito in Serie A a 15 anni, nel 2017, entrando al 79' della vittoria casalinga per 4-0 contro il Luserna alla 22ª e ultima giornata di campionato, il 13 maggio. Ha ottenuto una presenza anche nella stagione successiva, in Coppa Italia, mentre in Serie A è arrivata 2ª il primo anno e 1ª insieme alla Juventus il secondo, perdendo però lo spareggio scudetto con le bianconere. Con le leonesse ha vinto la Supercoppa italiana 2017, rimanendo tutti i 90 minuti in panchina nella gara vinta per 4-1 a Forlì contro la Fiorentina.
Dopo la cessione del titolo sportivo delle bresciane al neonato Milan femminile e la ripartenza delle stesse dall'Eccellenza, Boglioni è andata a giocare in Serie B, all'Empoli appena retrocesso, debuttando il 16 settembre 2018, alla 1ª giornata del girone di Coppa Italia, titolare nel successo interno per 4-1 contro l'Arezzo. La prima in Serie B è arrivata invece il 14 ottobre 2018, alla 1ª di campionato, quando è stata schierata dal 1' nella vittoria in trasferta per 2-1 sul campo della Fortitudo Mozzecane. Il 3 febbraio 2019 ha segnato il suo primo gol in carriera, realizzando al 63' la rete del definitivo 2-1 nella sconfitta esterna contro l'Inter del 13º turno di Serie B. Ha chiuso la stagione al 2º posto in classifica, dietro proprio alle nerazzurre, ottenendo la promozione in Serie A.
Nel luglio 2019 è stata ceduta a titolo definitivo alla Juventus, che l'ha comunque lasciata in prestito allo stesso Empoli Proprio contro la squadra proprietaria delle sue prestazioni sportive, in trasferta, ha esordito in massima serie con le toscane, alla 1ª di campionato, il 14 settembre, perdendo per 2-1.
Per la stagione 2020-2021 è rimasta in prestito in Toscana, stavolta alla Florentia S.G..
Nel luglio 2021 è stata mandata in prestito alla Sampdoria, società neonata e iscrittasi al campionato di Serie A dopo aver acquistato il titolo sportivo del Florentia San Gimignano.
Dopo una sola stagione alla Sampdoria, che nel frattempo ne aveva riscattato il cartellino dalla Juventus, è passata al ChievoVerona FM, tornando a giocare in Serie B. Per la stagione 2023-24 ha lasciato la squadra veronese per tornare a giocare al Brescia dopo 5 anni.

### Nazionale
Tra fine 2015 e 2016 ha ricevuto le prime convocazioni nelle nazionali giovanili italiane, in Under-16.
A fine dello stesso 2016 è entrata in Under-17, disputando anche 5 gare di qualificazione agli Europei di categoria di Repubblica Ceca 2017 e Lituania 2018. Grazie alla vittoria del girone della fase élite in Ungheria a marzo 2018 contro padrone di casa, Serbia e Repubblica Ceca è riuscita a qualificarsi per la competizione continentale in Lituania, venendo poi inserita tra le 20 convocate alla fase finale dal CT Massimo Migliorini. Boglioni ha disputato prima e ultima gara del girone, uno 0-0 contro la Spagna, poi campionessa, il 9 maggio, e una sconfitta per 4-0 contro l'Inghilterra il 15 maggio, decisiva nell'eliminazione delle azzurrine con 2 punti (oltre a quello con le spagnole un altro grazie allo 0-0 contro la Polonia della seconda giornata). 
Nel 2018 è entrata in Under-19, disputando le prime gare ufficiali nel 2019, collezionando 6 presenze e 1 rete nelle qualificazioni agli Europei Under-19 di Scozia 2019 e Georgia 2020.
A fine 2019 ha ricevuto anche la sua prima convocazione in nazionale Under-23.

## Statistiche

### Presenze e reti nei club
Statistiche aggiornate al 19 maggio 2024.
| Stagione        | Squadra         | Campionato      | Campionato | Campionato | Coppe nazionali | Coppe nazionali | Coppe nazionali | Coppe continentali | Coppe continentali | Coppe continentali | Altre coppe | Altre coppe | Altre coppe | Totale | Totale |
| Stagione        | Squadra         | Comp            | Pres       | Reti       | Comp            | Pres            | Reti            | Comp               | Pres               | Reti               | Comp        | Pres        | Reti        | Pres   | Reti   |
| --------------- | --------------- | --------------- | ---------- | ---------- | --------------- | --------------- | --------------- | ------------------ | ------------------ | ------------------ | ----------- | ----------- | ----------- | ------ | ------ |
| 2016-2017       | Brescia         | A               | 1          | 0          | CI              | 0               | 0               | UWCL               | 0                  | 0                  | SI          | 0           | 0           | 1      | 0      |
| 2017-2018       | Brescia         | A               | 0          | 0          | CI              | 1               | 0               | UWCL               | 0                  | 0                  | SI          | 0           | 0           | 1      | 0      |
| 2018-2019       | Empoli          | B               | 21         | 2          | CI              | 2               | 0               | -                  | -                  | -                  | -           | -           | -           | 23     | 2      |
| 2019-2020       | Empoli          | A               | 12         | 0          | CI              | 0               | 0               | -                  | -                  | -                  | -           | -           | -           | 12     | 0      |
| Totale Empoli   | Totale Empoli   | Totale Empoli   | 33         | 2          | -               | 2               | 0               | -                  | -                  | -                  | -           | -           | -           | 35     | 2      |
| 2020-2021       | Florentia S.G.  | A               | 15         | 0          | CI              | 4               | 0               | -                  | -                  | -                  | -           | -           | -           | 19     | 0      |
| 2021-2022       | Sampdoria       | A               | 6          | 0          | CI              | 4               | 0               | -                  | -                  | -                  | -           | -           | -           | 10     | 0      |
| 2022-2023       | ChievoVerona FM | B               | 22         | 1          | CI              | 1               | 0               | -                  | -                  | -                  | -           | -           | -           | 23     | 1      |
| 2023-2024       | Brescia         | B               | 29         | 1          | CI              | 1               | 0               | -                  | -                  | -                  | -           | -           | -           | 30     | 0      |
| Totale Brescia  | Totale Brescia  | Totale Brescia  | 30         | 1          | -               | 2               | 0               | -                  | 0                  | 0                  | -           | 0           | 0           | 32     | 1      |
| Totale carriera | Totale carriera | Totale carriera | 106        | 4          | -               | 13              | 0               | -                  | 0                  | 0                  | -           | 0           | 0           | 119    | 4      |

## Palmarès

### Club

#### Competizioni nazionali
- Supercoppa italiana: 1

Brescia: 2017